# Mount Washington Cog Railway
Mount Washington Cog Railway – pierwsza na świecie (i wciąż czynna) kolej zębata, w stanie New Hampshire w Stanach Zjednoczonych. 

## Historia
Linia zlokalizowana jest w Stanach Zjednoczonych i prowadzi na Mount Washington. Inicjatorem jej budowy był Sylvester Marsh. On także ją zaprojektował oraz kierował pracami budowlanymi. Przewozy rozpoczęto 14 sierpnia 1868, jeszcze przed zakończeniem budowy. Prace budowlane zakończono w lipcu 1869.
W latach 1868–2008 ruch prowadzony był wyłącznie przy użyciu lokomotyw parowych. W latach 2008–2010 wprowadzono do eksploatacji cztery lokomotywy spalinowe wyposażone w silniki wysokoprężne (Diesla) oraz przekładnie hydrauliczne.

## Parametry
Tor, o nietypowej szerokości 1422 mm, liczy 4,8 km długości i jest wyposażony w zębatkę systemu Marsha. Średnie nachylenie toru wynosi 25%, a maksymalne 37,41%. Dolna stacja znajduje się na wysokości 820 metrów nad poziomem morza, a górna na wysokości 1917 m n.p.m. 
Pociągi jadące pod górę poruszają się z prędkością 4,5 km/h, a w dół z prędkością 7,6 km/h. Pokonanie całej trasy zajmuje im odpowiednio 65 minut w górę i 40 minut w dół.